# Џеси Џексон
Џеси Луис Џексон (енгл. Jesse Louis Jackson, Sr.; Гринвил, 8. октобар 1941) је амерички баптистички свештеник, активиста за грађанска права и демократски политичар. Познат је по томе што се 1984. и 1988. године кандидовао за демократску председничку номинацију, па је дуго времена важио за наследника Мартина Лутера Кинга и најпознатијег Афроамериканца на америчкој политичкој сцени. Служио је као сенатор из сенке за округ Колумбија од 1991. до 1997.
Џексон је са Родом Благојевићем учестововао у ослобађању заробљених америчких војника које су југословенске снаге заробиле током НАТО бомбардовања СРЈ.